# Bestuurlijke indeling van Georgië
Georgië is onderverdeeld in negen regio's (Georgisch: მხარე, mchare), twee autonome republieken en de hoofdstedelijke regio. De autonome republiek Abchazië en het gebied van de voormalige autonome oblast Zuid-Ossetië hebben eenzijdig de onafhankelijkheid uitgeroepen, maar worden slechts door VN-lidstaten Rusland, Nicaragua, Venezuela, Nauru en Syrië erkend.

## Autonome republieken

Regio's van Georgië. Nummers verwijzen naar de tabellen links

Abchazië en Adzjarië zijn twee autonome republieken vastgelegd in de Georgische grondwet. Deze autonome republieken hebben eigen regionale organen, waaronder een volksvertegenwoordiging, een regering en een leider (voorzitter). De autonome regering van Adzjarië zetelt in Batoemi. Abchazië is feitelijk in handen van de zelfverklaarde en door Georgië niet erkende Republiek Abchazië, zie beneden. De door de Georgische centrale regering erkende bestuurlijke organen van de Autonome Republiek Abchazië zetelen in ballingschap in Tbilisi.
| Nr. | Autonome republiek | Hoofdstad |
| --- | ------------------ | --------- |
| 1   | Abchazië           | Sochoemi  |
| 4   | Adzjarië           | Batoemi   |

## Regio's

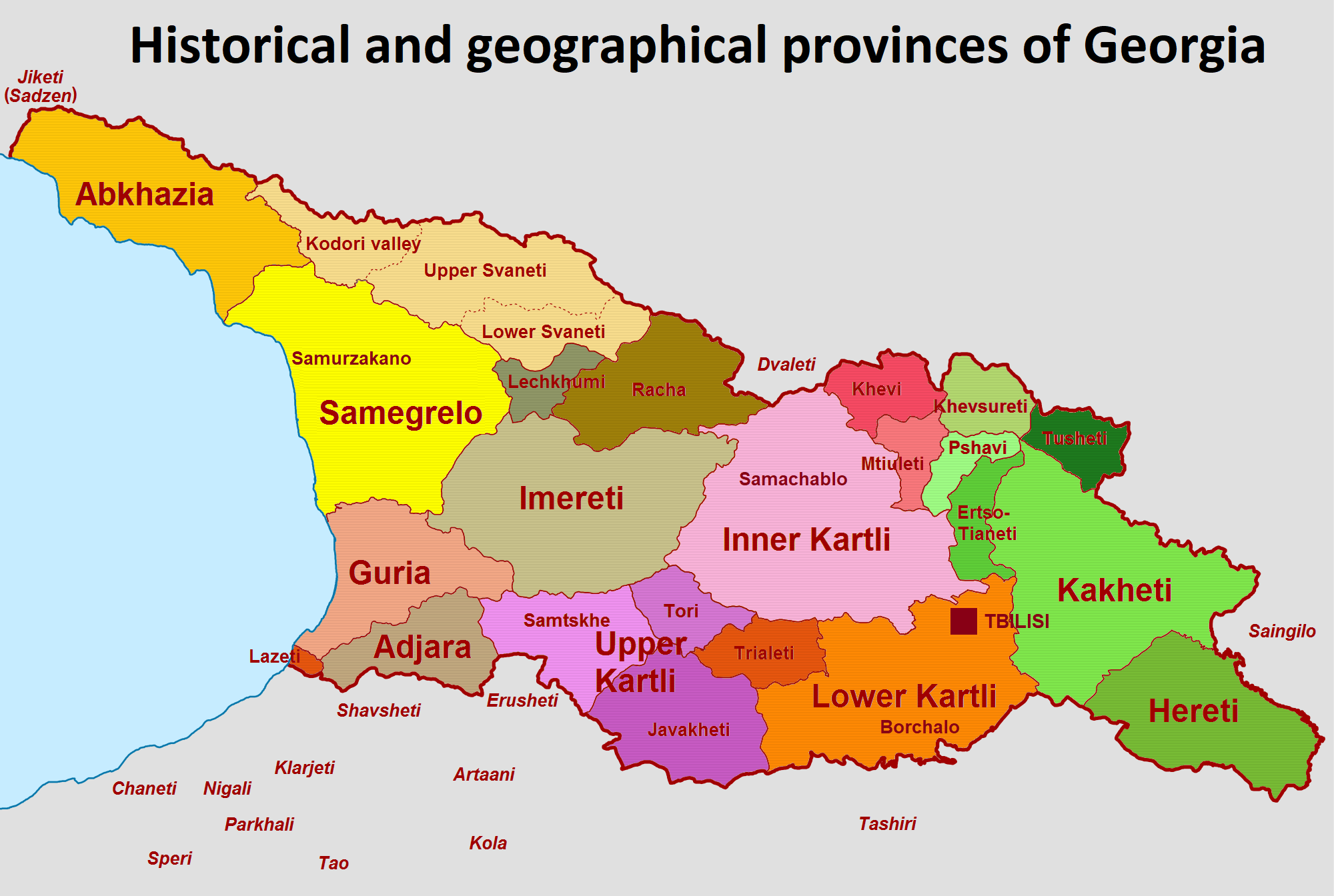
Kaart met historische en geografische gebieden van Georgië.

Regio's (mchare) werden vanaf 1994 per presidentiële decreten ingesteld, op voorlopige basis totdat de territoriale integriteit van Georgië is hersteld, ergo Abchazië en Zuid-Ossetië weer onder centraal gezag staan. De regio's komen ruwweg overeen met de traditioneel belangrijkste historische en geografische gebieden van Georgië. Een regio is geen zelfbesturende eenheid; haar functie is veeleer om de communicatie van verschillende gemeenten te coördineren met de centrale regering (met uitzondering van de gemeenten in de Autonome Republiek Adzjarië en hoofdstad Tbilisi). De centrale autoriteiten worden in de regio's vertegenwoordigd door een ambtenaar benoemd door de regering van Georgië, de staatscommissaris (Georgisch: სახელმწიფო რწმუნებული), informeel bekend als "gouverneur" (Georgisch: გუბერნატორი).
| Nr. | Regio                               | Hoofdstad   |
| --- | ----------------------------------- | ----------- |
| 2   | Samegrelo-Zemo Svaneti              | Zoegdidi    |
| 3   | Goeria                              | Ozoergeti   |
| 5   | Ratsja-Letsjchoemi en Kvemo Svaneti | Ambrolaoeri |
| 6   | Imereti                             | Koetaisi    |
| 7   | Samtsche-Dzjavacheti                | Achaltsiche |
| 8   | Sjida Kartli                        | Gori        |
| 9   | Mtscheta-Mtianeti                   | Mtscheta    |
| 10  | Kvemo Kartli                        | Roestavi    |
| 11  | Kacheti                             | Telavi      |
| 12  | Tbilisi                             | Tbilisi     |

## Gemeenten

Gemeenten van Georgië.

De regio's waren onderverdeeld in 66 districten (Georgisch: რაიონი, raioni), waaronder 5 zelfstandige steden. Medio 2006-7 zijn de districten die onder Georgisch centraal gezag stonden vervangen door een nieuwe bestuurslaag, de gemeenten (მუნიციპალიტეტი, moenitsipaliteti). Sinds januari 2019 zijn er in totaal 69 gemeenten in Georgië geregistreerd. Vijf gemeenten liggen volledig in het afgescheiden Abchazië en Zuid-Ossetië, en worden sinds 2008 feitelijk niet bestuurd door Tbilisi. De overige 64 zijn verdeeld over 5 zelfstandig bestuurde steden (ქალაქი, kalaki) en 59 rurale gemeenten (moenitsipaliteti).
Iedere gemeente en zelfbestuurde stad heeft een voor vier jaar direct gekozen gemeenteraad (საკრებულო, sakreboelo), een direct gekozen burgemeester (meri) en een uitvoerend bestuur (მერია, Meria) dat wordt voorgezeten door de burgemeester.

## Abchazië
De Autonome Republiek Abchazië is de jure nog verdeeld in districten (raioni), hangende het herstel van het centrale gezag. Er is bij de decentralisatie hervorming in 2006 één zogeheten tijdelijke gemeente gevormd rond de Kodorivallei (Azjara, ook wel Opper Abchazië genoemd) dat de Georgische overheid destijds nog controleerde. Feitelijk is de Autonome Republiek in handen van de zelfverklaarde Republiek Abchazië. De bestuurlijke indeling van die republiek bestaat naast de centrale overheid uit rajons (enkelvoud Abchazisch: араион, araion ; Russisch: район). In de afscheidingsrepubliek zijn de rajons verdeeld in steden (город, gorod), stedelijke nederzettingen (посёлок городского типа, posjolok gorodskogo tipa) en landelijke administraties (сельский администраций, selskij administratsjij).

## Zuid-Ossetië

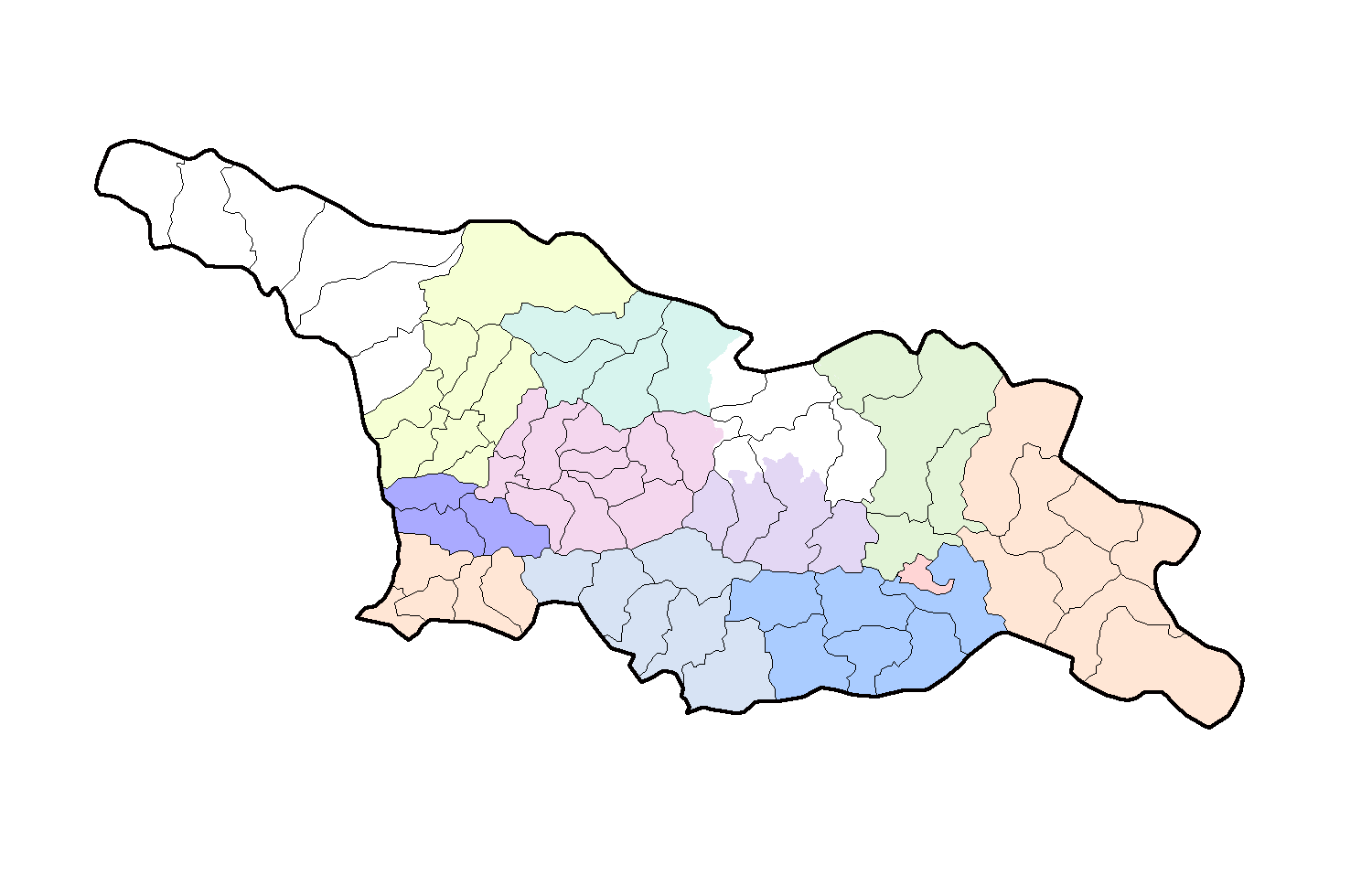
Zuid-Ossetië (wit, midden) geprojecteerd over de Georgische regio's en gemeenten.

De status van de voormalige autonome regio Zuid-Ossetië wordt betwist tussen Georgië en de separatistische regering, die door Rusland gesteund en erkend wordt. De Republiek Zuid-Ossetië claimt het gebied van de voormalige Zuid-Ossetische Autonome Oblast (1922-1990), wat voor het grootste deel overeenkomt met het noordelijk deel van de Georgische regio Sjida Kartli plus enkele delen van omliggende regio's. Zuid-Ossetië wil zich, tegen de zin van de Georgische regering, bij het Russische Noord-Ossetië voegen. De de facto republiek Zuid-Ossetië is verdeeld in vier rajons en twee stedelijke districten. Zie afbeelding rechts.

### Bestuurlijke indeling volgens Georgië
Naast de bestuurlijke indeling gehanteerd door de afscheidingsrepubliek Zuid-Ossetië, is er ook een wettelijke Georgische. Bij de vorming van de Georgische regio's in 1995 werd het territorium van de in 1990 afgeschafte Zuid-Ossetische Autonome Oblast verdeeld over de nieuwe regio's, volgens de grenzen van de bestuurlijke eenheden (mazra) zoals die vóór 1922 bestonden. Het territorium van Zuid-Ossetië was in 1991 al deels herverdeeld over de Georgische rajons (districten). Twee districten lagen geheel in de geclaimde republiek Zuid-Ossetië: Achalgori en Dzjava. De overige delen waren aan districten toegevoegd die voor het grootste deel buiten de voormalige autonome regio liggen: Gori, Kareli, Satsjchere en Oni. 
In 2006 zijn bij de bestuurlijke hervormingen door Georgië vier (tijdelijke) gemeenten gevormd om de nederzettingen in Zuid-Ossetië te besturen die toen nog onder gezag van Georgië stonden. Dit waren Achalgori, Eredvi, Koerta en Tigva. Eredvi en Koerta werden van Gori afgesplitst en Tigva van Kareli. Sinds mei 2007 vallen deze gemeenten onder de 'Provisionele Territoriale Eenheid Zuid-Ossetië' dat bestuurd wordt door de door Georgië erkende Zuid-Osseetse Administratie, in eerste instantie gevestigd in Koerta. Sinds de Russisch-Georgische Oorlog van 2008 is deze constructie vooral een papieren kwestie geworden. De Zuid-Osseetse Administratie behartigt sindsdien vanuit Tbilisi voornamelijk de belangen van de Georgische vluchtelingen die in speciale nederzettingen in de omgeving van Zuid-Ossetië en andere delen van Georgië wonen.